# Jean-Baptiste Cerlogne
Jean-Baptiste Cerlogne (Saint-Nicolas, 6 de març de 1826 – 7 d'octubre de 1910) fou un sacerdot i poeta valldostà en arpità. Era fill d'un mestre veterà de l'exèrcit de Napoleó Bonaparte. De 1837 a 1841 va viure a Marsella netejant xemeneies. El gener de 1847 es va allistar a l'exèrcit piemontès i participà en la guerra que dirigí Carles Albert I de Sardenya contra els austríacs el 1848. Participà en les batalles de Goito i Santa Lucia, i el gener de 1848 fou capturat a Valeggio pels austríacs. Alliberat, participà en la batalla de Novara el 23 de març de 1849. El 1851 va entrar en el seminari com a cuiner, però finalment s'hi va quedar; fou ordenat sacerdot el 1864 i enviat com a vicari a Valgrisenche. El 1870 fou vicari de Champdepraz i el 1879 a la d'Ayas. Després fou transferit a diverses parròquies fins que el 1908 fou transferit a Saint-Nicolas.
El 1855 començà a compondre poesies en arpità on canta la vida camperola que van assolir un gran èxit, i fou sovint convidat a cantar-les en públic. Algunes foren traduïdes al francès i a l'italià.

## Poesies
- L'Infan prodeggo (El fill pròdig, 1855)
- La marenda a Tsesalet (El berenar a Chesallet)
- La Pastorala (1861)
- Les petits chinois (1868), himne en francès
- Lo Tsemin de Fer (Ferrocarrils, 1886)
- Le s-ou et le dove comére (1887)
- A do dzovenno epaou (A dos joves esposos, 1887)
- Pastorala di Rei (Pastoral del rei, 1888).
- Tsanson de Carnaval (Cançó de carnaval, 1893),
- Le maçon de Saint-Gra (Els constructors de Sant Grat)
- La vie du petit ramoneur (La vida del petit netejador de xemeneies, 1894)
- Cinquantiémo anniverséro de 48 (1898)
- Le 22 juillet 1901 à Courmayeur (1901)
- Le patois valdôtain (1909)
- La fenna consolaye (1910)